# Ion Stratan
Ion Stratan (* 1. Oktober 1955 in Izbiceni; † 19. Oktober 2005 in Ploiești) war ein rumänischer Lyriker und gilt als bedeutendster Vertreter der Gruppe der „Optzecişti“ (Achtziger).

## Leben
Stratan studierte bis 1981 an der Philologischen Fakultät der Universität Bukarest. Er war Mitglied der Theatergruppen „Amfiteatru“, „Cenaclului de Luni“ (geleitet von Nicolae Manolescu) und „I. L. Caragiale“ in Ploiești. Außerdem gehörte er zur Geschäftsführung der Zeitschrift Contrapunct und arbeitete als Bibliothekar in der Nicolae-Iorga-Bibliothek in Ploiești. Seine ersten literarischen Texte erschienen 1972 in der Zeitschrift Amfiteatru. 1981 debütierte er mit dem Gedichtband Ieşirea din apă. Der in Zusammenarbeit mit Mircea Cărtărescu, Traian T. Coșovei und Florin Iaru entstandene Band Aer cu diamante gilt als Gründungsdokument der Generația Optzecişti.
Neben mehreren weiteren Gedichtbänden veröffentlichte Stratan Gedichte, Literaturkritiken, Essays und Übersetzungen in verschiedenen Literaturzeitschriften Rumäniens. 1990 erhielt er den Preis der Stiftung Nichita Stănescu, 1993 den Preis des rumänischen Schriftstellerverbandes (Uniunea Scriitorilor din România). Die Rumänische Akademie verlieh ihm 1995 den Mihai-Eminescu-Preis. Den Preis des Schriftstellerverbandes Asociația Scriitorilor Profesioniști din România erhielt er im Jahr 2001. Im Oktober 2005 nahm sich Stratan das Leben.

## Werke
- Ieșirea din apă (1981)
- Aer cu diamante (mit Mircea Cărtărescu, Traian T. Coșovei und Florin Iaru, 1982)
- Cinci cântece pentru eroii civilizatori (1983)
- Lumina de la foc (1990)
- Lux (1992)
- Ruleta rusească (1993)
- Desfacerea (1994)
- O zi bună pentru a muri (1995)
- Cântă, zeiță, mânia (1996)
- Mai mult ca moartea (1997)
- De partea morților (1998)
- Cafeaua cu sare (1998)
- Apa moale (1998)
- Crucea verbului (2000)
- Zăpadă noaptea (2000)
- O lume de cuvinte (2001)
- Spălarea apei (2001)
- Biserica ploii (2001)
- Jocurile tăcute (2001)
- Biblioteca de dinamită (2001)
- Pământ vinovat (2003)
- Ţara dispărută (2003)
- Cartea ruptă (2005)
- Cimitirul de maşini (2005)